# Muzeum Parafialne w Żukowie
Muzeum Norbertanek Żukowskich (dawniej Muzeum Parafialne w Żukowie) – muzeum w Żukowie. Mieści się w ponorbertańskim kościele pw. Wniebowzięcia Najświętszej Marii Panny w Żukowie.
Muzeum powstało w 1991 roku, a jego poprzednią siedzibą były wybudowane w okresie średniowiecza dawne pomieszczania gospodarcze (stajnia i wozownia) zespołu klasztornego Norbertanek. 
W 1989 w Muzeum doszło do kradzieży. Skradziono 51 najcenniejszych obiektów tekstylnych, które powstawały w klasztornej pracowni norbertanek od XVI w. do końca XVIII w. Straty wyceniono na niemal milion polskich złotych. Do tej pory nie udało się ustalić co się stało ze skradzionymi przedmiotami.
W 2020 Muzeum zostało przeniesione do nowej siedziby- do budynku przylegającego do świątyni od strony przykościelnego cmentarza (wejście przez Punkt Informacji Turystycznej). W skład muzealnej ekspozycji wchodzą m.in. sprzęty liturgiczne i haftowane przez siostry norbertanki ornaty, pochodzące z XVII i XVIII wieku. Muzeum obejmuje też kościelną emporę, gdzie znajdują się m.in. tryptyk antwerpski z początku XVI w. oraz unikatowy zegar kolebnikowy z XVII w.
Zwiedzanie muzeum w sezonie letnim jest możliwe w godzinach działania Punktu Informacji Turystycznej w Żukowie, a poza sezonem jest możliwe po uprzednim uzgodnieniu.